# Bárttarivier
Bárttarivier (Bárttajåkka/johka) is een rivier die stroomt in de Zweedse  gemeente Kiruna. De rivier ontstaat op de zuidhelling van de Ruohtahakberg. Ze stroomt naar het zuiden en stroomt na 4 kilometer de Rautasrivier in.
Afwatering: Bárttarivier → Rautasrivier → Torne → Botnische Golf